# Glenea stictica
Glenea stictica là một loài bọ cánh cứng trong họ Cerambycidae.